# Suržyk

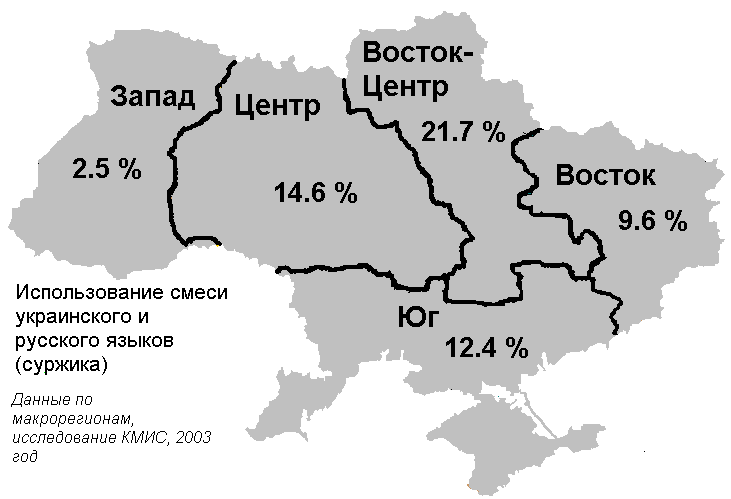
Používání suržyku v ukrajinských regionech. Data: Kyjiv International Institute of Sociology (2003)
Západ 2,5 %, střed 14,6 %, středovýchod 21,7 %, východ 9,6 %, jih 12,4 %

Suržyk (ukrajinsky, rusky a v suržyku суржик) je smíšený jazyk vzniklý na základě ukrajinštiny (substrát) a ruštiny (superstrát). Gramatika a výslovnost jsou převážně ukrajinské, v lexiku však převažuje ruština. Původní význam výrazu suržyk je „mouka či pečivo ze směsi různých druhů obilí“.
V 18. století byla carským Ruskem získána oblast tzv. Divokých polí a z Ruska na území dnešní Ukrajiny začala migrace obyvatel. Ti si s sebou přivezli mnoho vlastních věcí, včetně ruského jazyka. Ruština se používala ve vojenské i civilní správě a mezi vědci vedle němčiny. V ruštině se také zpečeťovaly obchody, ruština se používala i na kulturní scéně a to vše vedlo k postupné rusifikaci místního obyvatelstva. S rusifikační politikou Sovětského svazu ve 20. století užívání jazyků ostatních sovětských národů postupně klesalo, zvláště ve 30. letech a okolo roku 1980; podmínky byly nastaveny tak, aby pro obyvatele bylo výhodnější užívání ruštiny, jejíž osvojení však nebylo samozřejmé. Proto se také suržyk v jednotlivých regionech liší. Užíván je především v severovýchodní části Ukrajiny (Slobodská Ukrajina, Donbas, Dnipro), ale také v přilehlé části Ruska (okolí Starodubu, Kurska, Rostova, Kubáň) a jeho prvky lze najít i na západní Ukrajině.
Jelikož vznik suržyku nebyl pro oficiální místa vítaným jevem, nebyl ani vědecky zkoumán. To se změnilo teprve rozpadem SSSR a vznikem nezávislé Ukrajiny.